# Ильинский сельсовет (Катайский район)
Ильи́нский сельсовет — муниципальное образование в Катайском районе Курганской области Российской Федерации.
Административный центр — село Ильинское.

## История
В соответствии с Законом Курганской области от 6 июля 2004 года № 419 сельсовет наделён статусом сельского поселения.

## Население
| 1989  | 2002  | 2010  | 2012  | 2013  | 2014  | 2015  |
| ----- | ----- | ----- | ----- | ----- | ----- | ----- |
| 2425  | ↘2189 | ↘2112 | ↘2066 | ↘2059 | ↘2051 | ↘2009 |
| 2016  | 2017  | 2018  | 2019  | 2020  |       |       |
| ↘1973 | ↘1932 | ↘1910 | ↘1902 | ↗1935 |       |       |

## Состав сельского поселения
| № | Населённый пункт | Тип населённого пункта       | Население |
| - | ---------------- | ---------------------------- | --------- |
| 1 | Заречье          | посёлок                      | ↗150      |
| 2 | Ильинское        | село, административный центр | ↘1757     |
| 3 | Черемисское      | деревня                      | ↘205      |